# Metatrón (banda)
Metatrón es una banda Salvadoreña de Power metal Sinfónico, con temas épicos, formada en el año 1997 por el guitarrista Nacael Martínez quien en el año 1997 comienza a explorar el mundo de la música, inicialmente comenzó a tocar la batería, pero en 1998, su hermano mayor Alcides Roberto lo convenció de hacer una banda de covers. se iniciarían en el mundo de la música como una Banda de Covers llamada “Sombras de Fuego”, incluyendo en la voz a Desol Martínez (Hermana de Nacael), quien contaba con experiencia en el canto y aceptó probar con la banda. Así se mantuvieron todo ese año. Tras el paso de tiempo también llegaron las exigencias y un aire nuevo para la banda, Así comenzó todo.

## El Principio
En sus principios era un rock más suave. Un buen amigo de Alcides (hermano de Nacael) se entusiasmó desde el principio con la idea de la banda. y la alineación inicial quedó de la siguiente manera. Alcides Roberto en la guitarra. Desol Martínez en la voz. Nacael Martínez en la batería y el amigo de Alcides en el bajo. La banda se llamó inicialmente “SOMBRAS DE FUEGO”. Esta como muchas bandas estuvo sujeta a cambios, Fidel Ernesto no pudo continuar en la banda y se vieron en la necesidad de un bajista, para entonces Nacael Martínez comenzaba a tocar la guitarra y fue cuando su hermano Alcides decidió tocar el bajo y Nacael Martínez se quedaría en la guitarra ya que solo así podían continuar con el proyecto. Quedaría una plaza vacante, que era la de baterista, fue entonces cuando Nacael le pidió a su padre Víctor Damián, quien ya contaba con amplia experiencia como percusionista de la Orquesta Sinfónica Nacional de El Salvador, tomar con ese cargo en el proyecto.

## Segunda Formación
Víctor Damián quien cuenta con una larga trayectoria y experiencia como baterista y percusionista en diferentes proyectos y sobre todo en la Orquesta Sinfónica de El Salvador, aceptó. Y así duraron hasta 1999 luego entraría un nuevo integrante, Wilfredo David, en la guitarra rítmica y la alineación quedó de la siguiente manera. Desol Martínez en la voz, Alcides Roberto en el bajo, Nacael Martínez en la guitarra líder, Wilfredo David en la guitarra rítmica y Víctor Damián en la batería. Así se mantuvieron todo ese año. Con el tiempo también llegaron las exigencias y un aire nuevo para la banda. Para principios de año 2000 la banda se encontraba tocando algo más fuerte dentro del rock, pero fue hasta finales de ese año cuando la banda fue inducida por Nacael Martínez a decidirse a tocar Heavy Metal. Para entonces Wilfredo David no pudo continuar en la banda, fue cuando entonces apareció Francisco Rodríguez quien ya había visto a la banda en acción en un tributo a Iron Maiden y decidió buscarlos para incorporarse a la banda como guitarrista. 

## El Nombre Metatrón
Para entonces decidieron cambiarle el nombre a la banda, Víctor Damián hablo con la banda y mencionó a METATRON como posible nombre pero después de saber su significado la banda encontró interesante mezclar el concepto del nombre de un ángel que representa el sonido y la voz de “Dios” con el Heavy metal. Así fue como nació METATRON. Para entonces lo conformarían Desol Martínez en la voz, Alcides Roberto en el bajo, Víctor Damián en la batería, Francisco Rodríguez en la guitarra rítmica y Nacael Martínez en la guitarra. Hicieron algunos tributos a Iron Maiden, pero a principios del año 2002 Alcides Roberto dejaría la banda y Francisco Rodríguez tomaría el bajo para poder continuar con el proyecto.

## Primer Álbum
Llegaron guitarristas y Bajistas pero nadie logró quedarse formalmente en la banda, así pasaron el resto del año dando algunos conciertos de Iron Maiden. Para el 2002 Nacael Martínez presentaría a la banda un proyecto que traía preparando desde 1999, iniciando así una producción original. La producción llevaría el nombre de “Leyenda del infinito interno” y esta fue terminada de grabar a principios del año 2004. Para entonces la banda se encontraba mucho más acoplada, después de haber pasado ensayando desde el 2003 la música original. Pero el disco fue editado y lanzado hasta principios del 2005. 

## Actualidad
A principios del 2007 Nacael Martínez comenzaría a escribir y componer el segundo álbum “Leyenda del infinito interno II” y llegaría Julio García quien tomaría la responsabilidad en la guitarra rítmica para quedarse hasta el día de hoy en Metatron. A principios del año 2010, Francisco Rodríguez en acuerdo mutuo con los demás integrantes decide abandonar la banda por motivos personales y así dar paso a Ricardo Farfán quien estuvo como bajista durante los años 2011 -2013, este abandonaría la banda por proyectos personales.
Ya para mediados de ese mismo año Nacael contacta a Roberto sasso por recomendación del reconocido músico y compositor "chente" sibrian, Roberto trabajaría con la banda hasta el 2015.

## Discografía
1. Leyenda del Infinito Interno (2004)
  1. Encarnación Letal
  2. Monstruoso Encuentro
  3. Instintos Guerrero
  4. Tomel
  5. El Rapto
  6. Sargo
  7. Imperio de la Oscuridad
  8. Cuando Torivic Ardió en Llamas
  9. La Caída de Najberg
  10. La Sangre de Nher
  11. Legado de una Sombra

La hermandad del caos (EP)
1. 1. Dracmentor
  2. El futuro del mal
  3. Uniendo fuerzas
  4. Bestias del cielo
  5. Dracmun

Otros temas leyenda del infinito interno II
1. 1. Las diosas de Maelderan
  2. La llegada
  3. El portal de los siete guerreros
  4. Metatron
  5. Viejo amigo
  6. Viajando en segundos